# PERFECT SELECTION.2
『PERFECT SELECTION.2』（パーフェクト セレクション ツー）は、Luis-Mary通算3枚目のベスト・アルバム。1997年12月17日発売。
発売元は日本クラウン。

## 解説
- "PERFECT SELECTION" シリーズの2枚目。
- 1stアルバムから全8曲（ボーナストラックは除く・「Lainy Blue」は「Rainy Blue」として含む）、2nd, 3rd, 4thアルバムからは1曲ずつ、ビデオアルバムから1曲が選ばれた。
- ヴォーカルの灰猫がT.M.Revolutionとしてミリオンヒットシングルをリリースした後に発売された。

## 収録曲
1. eins-zwei-drei-vier　　from "ESCAPE〜鏡の中で〜" 
  - 作詞:西川貴教／作曲:丸山武久
2. New Rose　　from "ESCAPE〜鏡の中で〜" 
  - 作詞:西川貴教／作曲:西川貴教・丸山武久
3. Crime of Love　　from "ESCAPE〜鏡の中で〜" 
  - 作詞:西川貴教／作曲:西川貴教・丸山武久
4. Jeanier　　from "ESCAPE〜鏡の中で〜" 
  - 作詞:丸山武久・西川貴教／作曲:丸山武久
5. ESCAPE　　from "ESCAPE〜鏡の中で〜" 
  - 作詞:西川貴教／作曲:西川貴教・山下善次
6. Believe in Mine　　from "ESCAPE〜鏡の中で〜" 
  - 作詞:西川貴教／作曲:西川貴教・山下善次
7. L-O-V-E　　from "ESCAPE〜鏡の中で〜" 
  - 作詞:西川貴教／作曲:西川貴教・丸山武久
8. Rainy Blue　　from "ESCAPE〜鏡の中で〜" 
  - 作詞:丸山武久・西川貴教／作曲:丸山武久
9. Don't ask me why　　from "DAMAGE" 
  - 作詞:西川貴教／作曲:西川貴教・山下善次
10. WHiSPER (in your eyes)　　from "砂漠の雨" 
  - 作詞:西川貴教／作曲:有田賢
11. WILD BEAST　　from "RUSH" 
  - 作詞:西川貴教／作曲:山下善次
12. RAINY BLUE (Live Version)　　from "Imperfect Crime"
  - 作詞:丸山武久・西川貴教／作曲:丸山武久

## 関連作品
- PERFECT SELECTION
- PERFECT SELECTION.3